# Церран, Карл
Карл Церран (нем. Carl Zerrahn; 28 июля 1826, Мальхов (Мекленбург) — 29 декабря 1909, Милтон (Массачусетс)) — американский дирижёр германского происхождения.
Учился музыке в Ростоке, Ганновере и Берлине, играл на флейте.
В 1848 г. поступил флейтистом в составленный из немецких музыкантов оркестр под управлением Карла Бергмана и отправился с ним на гастроли в США, где оркестранты выступали на протяжении шести лет в Нью-Йорке, Филадельфии, Бостоне и других городах, сопровождая, в частности, концерты Дженни Линд, Оле Булла, Сигизмунда Тальберга, Альфреда Яэля и других европейских знаменитостей.
В 1854 г. после роспуска оркестра Церран возглавил в Бостоне оркестр и хор Общества Генделя и Гайдна, которым руководил более 40 лет, до 1898 г. (с перерывом в 1895—1897 гг.). Одновременно в 1866—1882 гг. руководил оркестром Гарвардского университета, вместе с которым, в частности, впервые в США исполнил симфонии № 92 и 99 Йозефа Гайдна. В 1866—1897 гг. руководил музыкальным фестивалем в Вустере. Дирижировал также в других городах США и Канады — в частности, в Квебеке.
Преподавал в Консерватории Новой Англии.
По мнению современников, Церран пользовался авторитетом по всей стране, а музыкальная репутация Бостона на общеамериканской сцене в значительной степени была создана его усилиями.